# 摩訶俱絺羅
摩訶俱絺羅 (梵文 Mahākausthila，巴利文 Mahākotthita)，生卒年月不詳。先前信奉婆羅門教，後經釋迦牟尼佛渡化成為其座下第子，證得阿羅漢果位。在釋迦牟尼佛的弟子當中有「答問第一」之美稱。其生平經歷大約可分為婆門與佛教二個時期。

## 家庭概況
摩訶俱絺羅，亦翻譯為摩訶拘絺羅、摩訶俱瑟祉羅、拘瑟底羅、大拘絺羅或簡譯成拘絺羅。其中「摩訶」之意思為「大」。俱絺羅原意為「大肚」，引申為飽讀詩書之人。亦有人認為俱絺羅乃「膝蓋」之意，謂其人之長相，有粗大之膝蓋；亦有「大勝」之意。其父名蛭駛(tiṣya)；亦名摩吒囉，信奉婆羅門教。並有一胞姊名為「舍利」，亦十分聰慧，後嫁給亦信奉婆羅門之底沙。底沙曾經與其岳父辯論，在婆羅門教義爭執上勝過其岳父。其後底沙與舍利育有一子，其子即釋迦牟尼佛著名之大弟子舍利弗。住於王舍城近郊。

## 婆羅門時期
摩訶俱絺羅先受教於親生父親，其父本亦為婆羅門之大學問家，故早年便博學多聞，亦好論議，常與胞姊辯論，勝多輸少。但當其姊懷上舍利弗之後，情況便反轉過來。俱絺羅知道胞姊懷上了大智慧之人，能藉母口與之辯論。此智人於母胎中尚且如此了得，更何況出生之後！將來必定舅不如甥。
在好勝的心態驅使下，意欲奮發圖強，便跑到南天竺，欲盡學十八種大經。當時凡人一生能夠讀通一經已屬不易。但俱絺羅發願，必定要學盡所有經典，在此之前，絕不剪爪，故人人稱他為「長爪梵志」(梵名 Dīrgha-nakha，巴利名 Dīgha-nakha)。歷十六年之後果然學成，所有人無能與之辯論。

## 佛教時期
俱絺羅學貫十八大經後，返鄉欲與外甥舍利弗論議，才得知外甥已在釋迦牟尼佛座下出家。此時俱絺羅心生驕慢，認為釋迦牟尼佛無有能力作為舍利佛之導師。便前往與釋迦佛陀辯論，約定如果獲勝，當歸還舍利弗。最後因俱絺羅之立論與答案相互間出現邏輯矛盾而認輸，並且拜服佛陀之智慧，隨釋迦佛出家。
釋迦牟尼佛曾稱讚摩訶俱絺羅得「四辯」(義辯、法辯、辭辯、應辯)，無人能出其右。
舍利弗亦曾向摩訶拘絺羅請教解脫之道(得證初果之法)，摩訶拘絺羅尊者解釋應以「四聖諦」的邏輯來「逆推」思惟「十二因緣」。
密教將師安於胎藏界曼荼羅釋迦院，中尊釋迦牟尼佛左方上列之第四位。其形像呈比丘形，右手屈掌，屈水火風三指，左手執袈裟角當胸，坐荷葉上。